# JFK (宝塚歌劇)
『JFK』は、宝塚歌劇団のミュージカル作品。雪組公演。形式名は「ミュージカル」。本公演は17場。作・演出は小池修一郎。本公演における併演作品は『バロック千一夜』。

## 公演期間と公演場所
- 1995年5月12日 - 6月26日（新人公演：6月6日）　宝塚大劇場[1]
- 1995年8月2日 - 8月29日（新人公演：8月15日）　東京宝塚劇場[2]

## ストーリー
※『宝塚歌劇100年史（舞台編）』の宝塚大劇場公演参考。
1953年、弟のロバートたちと「ニューフロンティア」政策を掲げたジャックは、公民権運動の旗手・キング牧師らの支持を集めて大統領選に当選する。多忙を極めるジャックの傍らで、妻のジャクリーヌはファーストレディとしての窮屈な生活に疲れてゆく。
激動の20世紀が生み出したジョン・F・ケネディの波乱に満ちた生涯を、1940年代から1960年代に至る音楽やファッションの変遷を背景にしながら浮き彫りにし、ジャクリーヌとの愛の葛藤を描く。

## スタッフ
※氏名の後ろに「宝塚」「東京」の文字がなければ両劇場共通。
- 作曲・編曲：吉田優子/甲斐正人
- 音楽指揮：野村陽児（宝塚）、清川知己（東京）
- 歌唱指導：麻鳥千穂
- 演奏：東宝オーケストラ（東京）
- 振付：尚すみれ/前田清実
- 装置：大橋泰弘
- 衣装：有村淳
- 照明：勝柴次朗
- 音響：加門清邦
- 小道具：伊集院撤也
- 効果：切江勝
- 演出助手：荻田浩一
- 装置補：新宮有紀
- 舞台進行：赤坂英雄
- 舞台監督：佐田民夫（東京）/沖恵（東京）/鍋島毅郎（東京）/斉藤昭彦（東京）/菊川勝利（東京）
- 製作担当：岡本義次（東京）
- 制作：小澤真

## 主な配役
※下記のデータは宝塚・東京共通。（）は新人公演。
- ジョン・F・ケネディ - 一路真輝（安蘭けい）[1][2]
- ジャクリーヌ - 花總まり（星奈優里）[1][2]
- ロバート・ケネディ - 高嶺ふぶき（汐美真帆）[1][2]
- キング牧師 - 轟悠（楓沙樹）[1][2]
- フーバー - 香寿たつき（高倉京）[1][2]
- マリリン・モンロー - 星奈優里（翠花果）[1][2]

## 主な楽曲
- アポロ・月への旅
- BEST&BRIGHTEST
- JFK
- 教えてくれジャクリーヌ
- ケネディ・ファミリー
- 知りたいのJFK
- PTパイレイツ
- フルシチョフとカストロ
- もう待てない
- レクイエム

（作詞 ： 小池修一郎 作曲 ： 吉田優子）
- 街頭
- TV討論会
- ニュー・フロンティア
- ファースト・パブティスト教会

（作詞 ： 小池修一郎 作曲 ： 甲斐正人）